# موريس رافائيل كوهن
موريس رافائيل كوهن (بالإنجليزية: Morris Raphael Cohen)‏ هو فيلسوف أمريكي، ولد في 25 يوليو 1880 في مينسك في روسيا البيضاء، وتوفي في 28 يناير 1947 في نيويورك في الولايات المتحدة.

## وصلات خارجية
- موريس رافائيل كوهن على موقع إن إن دي بي (الإنجليزية)